# James W. Nye
James Warren Nye (ur. 10 czerwca 1815 w DeRuyter, stan Nowy Jork, zm. 25 grudnia 1876 w White Plains, Nowy Jork) – amerykański polityk, senator z Nevady.
Urodził się w DeRuyter. Uczęszczał do Akademii Homer w mieście Homer w stanie Nowy Jork. Później studiował prawo w Troy. Został przyjęty do palestry i praktykował w hrabstwie Madison. Początkowo był adwokatem (1839), później sędzią hrabstwa Madison (1840–1848).
Bezskutecznie kandydował do Kongresu (30 kadencja) w 1846 z ramienia Free Soil Party. W latach 1857–1860 był szefem Stanowego Biura Policji w Nowym Jorku.
W 1861 prezydent Abraham Lincoln mianował Jamesa Nye gubernatorem nowo powstałego Terytorium Nevady. Po przyłączeniu Nevady do Unii w 1864, Nye został wybrany do Senatu USA z ramienia Partii Republikańskiej. Wybrany ponownie w 1867, łącznie zasiadał w Senacie od 16 grudnia 1864 do 3 marca 1873. W 1872 bezskutecznie ubiegał się o reelekcję.
W Senacie piastował urząd przewodniczącego Komitetu Spisanych Ustaw i członka Komitetu Rewolucyjnych Roszczeń (w 40 kadencji Kongresu). W Kongresie 41 kadencji brał udział w pracach Komitetu Terytoriów.
James Nye zmarł w White Plains w stanie Nowy Jork. Pochowany został na Woodlawn Cemetery w mieście Nowy Jork.
Jego nazwiskiem nazwano największe hrabstwo Nevady, hrabstwo Nye.